# Kundiawa
Kundiawa ist die Hauptstadt der Chimbu Province im Hochland von Papua-Neuguinea. Die Stadt hat offiziellen Angaben zufolge 10.833 Einwohner und liegt auf einer Höhe von 1530 m am Highlands Highway, der einzigen Fernverkehrsstraße im Inneren des Landes.
Kundiawa verfügt über den Flugplatz Chimbu mit Verbindungen nach Port Moresby, eine Polizeistation, eine Bank, ein Hotel und einen Supermarkt. Für die Bevölkerung aus dem umliegenden bergigen Gebiet ist Kundiawa ein wichtiger Handelsplatz. Der Mount Wilhelm, der höchste Berg Papua-Neuguineaser liegt etwa 30 km nördlich der Stadt und kann von Kundiawa aus erreicht werden.
Das Bistum Kundiawa hat seinen Sitz in Kundiawa.